# Libellago rufescens
Libellago rufescens – gatunek ważki z rodziny Chlorocyphidae.